# 『娘道成寺』上演略史
この『娘道成寺』上演略史は、初代中村富十郎が初演した『娘道成寺』を上演した記録の中で、「白拍子実は何々」または「白拍子何々」というようにその時の役名が分かっているものを取り上げるものである。これは、現在『娘道成寺』に出てくる白拍子の役名は「花子」に固定されているが、古くはこの役名が「花子」に定まっていなかったことを示すのをその目的とする。
- 取り上げる範囲は富十郎初演から明治元年（1898年）以前まで。
- 内容は以下の順で並べた。
  - 上演した年と上演しはじめた月（旧暦）
  - 上演した劇場名
  - その時上演した娘道成寺の外題
  - 演じた役者とその役名
  - 娘道成寺を上演した時の芝居全体の外題名および備考

## 年表
- 宝暦2年（1752年）8月？
  - 京都北側芝居
  - 『百千鳥娘道成寺』（ももちどりむすめどうじょうじ）
  - 初代中村富十郎の白拍子
  - 『和田合戦女舞鶴』（わだがっせんおんなまいづる）の次に切（その日の最後の幕）として上演。役名については判明しないが、富十郎が今に伝わる『娘道成寺』の原型を最初に踊った例と見られるので掲載する。この興行は富十郎が江戸へ下る暇乞いのためのものであったが、幕を開けるとあまりの大入りに江戸へ出発する日を遅らせたほどであった。

- 宝暦3年（1753年）3月
  - 江戸中村座
  - 『京鹿子娘道成寺』（きょうがのこむすめどうじょうじ）
  - 初代中村富十郎の白拍子実は横笛亡魂
  - 『男伊達初買曽我』（おとこだてはつかいそが）三番目に上演。「京鹿子」とは京みやげという意味。この時も大評判で、百日あまりも通して上演された。

- 宝暦9年（1759年）12月
  - 大坂角の芝居
  - 『江戸みやげちぐさ結び』
  - 初代中村富十郎の白拍子実はおみつ亡魂
  - 『九州釣鐘岬』（きゅうしゅうつりがねみさき）の大切に上演。

- 宝暦13年（1763年）1月
  - 京都南側芝居
  - 『都鹿子娘道成寺』（みやこがのこむすめどうじょうじ）
  - 三代目嵐松之丞の白拍子実はおきよ亡魂
  - 『けいせい熊野山』（けいせいみつのやま）大切に上演。この芝居には安珍清姫が出たが、安珍は実は岩出小十郎という若侍で（但し『役者吉野山』と『歌舞伎年表』は「岩出小次郎」とする）、その小十郎を恋い慕う宿屋まなごやの娘おきよは実は赤松満祐の遺児清姫だった。おきよは謀反人の娘ということで殺され、その亡魂が白拍子となって鐘供養の場に現れる。

- 安永6年（1777年）2月
  - 江戸中村座
  - 『鐘掛花振袖』（かねかけてはなのふりそで）
  - 初代中村富十郎の白拍子実は横笛亡魂
  - 『稚児硯青柳曽我』（ちごすずりあおやぎそが）の二番目に上演。この年に入ってからの中村座の興行は不入りだったが、富十郎が娘道成寺を演じると大入りとなって六月まで通して演じられた。

- 安永8年（1779年）3月
  - 大坂角の芝居
  - 『鐘恨重振袖』（かねにうらみかさねるふりそで）
  - 初代中村富十郎の白拍子実はおつゆ亡魂
  - 『袖薄播州廻』（そでにっきばんしゅうめぐり）大切に上演。この時の娘道成寺の台本は、『日本戯曲全集第27巻・舞踊劇集』（昭和3年、春陽堂）に収録されている。

- 安永9年（1780年）3月
  - 江戸中村座
  - 『曳各鐘贔屓』（ひけやてんでにつりがねびいき）
  - 初代坂東三津五郎の白拍子実はおたつ亡魂
  - 『初紋日艶郷曽我』（はつもんびくるわそが）の二番目大切に上演。初代三津五郎は立役の役者であったが所作事に優れていたという。この時の娘道成寺は富十郎そのままであると大評判、大入りとなって五月はじめまで演じられた。

- 天明3年（1783年）8月
  - 江戸中村座
  - 『東鹿子娘道成寺』（えどかのこむすめどうじょうじ）
  - 初代中村仲蔵の白拍子実は天竺徳兵衛 
  - 『けいせい帷子辻』（けいせいかたびらがつじ）二番目大切に上演。天竺徳兵衛が妖術を以って白拍子に化け、鐘供養の場にやってくるという趣向。仲蔵はこの以前から娘道成寺を興行で踊りたいと思っていたが、これはその念願がやっと叶った舞台であった。

- 天明7年（1787年）2月？
  - 江戸森田座
  - 『京鹿子娘道成寺』（きょうがのこむすめどうじょうじ）
  - 三代目瀬川菊之丞の白拍子れんり
  - 『花入庵初会曽我』（はなのいおりはつかいそが）の二番目に、前年に死去した初代中村富十郎追善として上演。ただしこの時は道行だけを富本節で演じたようである。ちなみに『歌舞伎年表』によれば、この時菊之丞ではなく座元の森田勘彌が曽我の対面で『今様道成寺』を演じたという。「今様」とは劇中劇のこと。

- 天明8年（1788年）3月
  - 大坂角の芝居
  - 『花形見娘道成寺』（はながたみむすめどうじょうじ）
  - 二代目中村のしほの白拍子ここのへ
  - 『けいせい含箇条』（けいせいふくみじょう）大切に初代中村富十郎追善として上演。この時の角の芝居では四月十日から演目の差し替えをしているが、のしほの娘道成寺はそのまま続けて演じられた。

- 寛政2年（1790年）3月
  - 江戸市村座
  - 『吾嬬鳥娘道成寺』（あずまどりむすめどうじょうじ）
  - 四代目岩井半四郎の白拍子花子実はおしづ亡魂
  - 『花贈木母寺由来』（はなみやげもくぼじのゆらい）の二番目大切に上演（なおこの外題の「贈」の字は実際には「竹かんむり」に「贈」の字となっている）。

- 寛政5年（1793年）9月
  - 江戸河原崎座
  - 『江戸紫娘道成寺』（えどむらさきむすめどうじょうじ）
  - 四代目岩井半四郎の白拍子野分実はおたね亡魂
  - 『姫小松子日之遊』（ひめこまつねのひのあそび）の二番目に上演。

- 寛政7年（1795年）3月
  - 江戸桐座
  - 『江戸桜娘道成寺』（えどざくらむすめどうじょうじ）
  - 三代目市川八百蔵の白拍子花園
  - 『時今廓花道』（ときはいまくるわのはなみち）の二番目大切に上演。

- 寛政7年（1795年）6月
  - 大坂北新地の芝居
  - 『娘道成寺』（むすめどうじょうじ）
  - 三代目嵐小六の白拍子実は法界坊と野分姫の亡魂
  - 『隅田川続俤』（すみだがわごにちのおもかげ）大切に上演。本来『双面』の所作事でやるところを、娘道成寺に替えて演じたもの。

- 寛政8年（1796年）2月
  - 江戸都座
  - 『京鹿子娘道成寺』（きょうがのこむすめどうじょうじ）
  - 二代目中村のしほの白拍子さくら木実は横笛亡魂
  - 『振分髪青柳曽我』（ふりわけがみあおやぎそが）二番目に上演。この時ののしほの娘道成寺は好評で、都座は四月八日から演目を『祇園祭礼信仰記』（ぎおんさいれいしんこうき）に替えているが、のしほの娘道成寺だけはそのまま五月いっぱいまで演じられた。

- 寛政9年（1797年）4月
  - 江戸桐座
  - 『江戸紫娘道成寺』（えどむらさきむすめどうじょうじ）
  - 三代目瀬川菊之丞の白拍子桜木実はおさち亡魂
  - 『けいせい時雨桜』（けいせいしぐれざくら）二番目大切に上演。

- 寛政10年（1798年）9月
  - 大坂東芝居
  - 『京鹿子娘道成寺』（きょうがのこむすめどうじょうじ）
  - 中村金蔵（のちの三代目中村のしほ）のおみつ
  - 『義経千本桜』（よしつねせんぼんざくら）の切に上演。この時の番付を見ると役名がただ「おみつ」とだけあり、これは初代富十郎が演じた『九州釣鐘岬』の時の役名を使ったものか。金蔵はこの興行を暇乞いとして江戸に下り、翌寛政十一年正月には父親の二代目のしほとともに森田座に出演している。

- 寛政11年（1799年）4月
  - 江戸森田座
  - 『京鹿子娘道成寺』（きょうがのこむすめどうじょうじ）
  - 二代目中村のしほの白拍子実は横笛亡魂
  - 『伊達衣裳曲輪好』（だていしょうくるわごのみ）二番目大切に上演。

- 寛政12年（1800年）4月
  - 大坂角の芝居
  - 『俤娘道成寺』（おもかげむすめどうじょうじ）
  - 中村金蔵（三代目中村のしほ）の白拍子おみち
  - 『小室諷道中双六』（こむろぶしどうちゅうすごろく）大切に上演。この年一月に死去した二代目中村のしほへの追善であった。ただしこの時の興行には金蔵は娘道成寺以外出ておらず、「おみち」の名が何によったのかは不明。

- 享和2年（1802年）3月
  - 江戸河原崎座
  - 『結倣鹿子道成寺』（ゆいならいかのこどうじょうじ）
  - 岩井粂三郎（のちの五代目岩井半四郎）の白拍子実はおしづ亡魂
  - 『初紋日粉飾曽我』（はつもんびよそおいそが）の二番目に上演。四代目岩井半四郎の三回忌追善。

- 享和3年（1803年）閏1月
  - 江戸河原崎座
  - 『娘形外媚道成寺』（はなのほかふりそでどうじょうじ）
  - 三代目坂東彦三郎の白拍子桜木実は清玄亡魂
  - 『世響音羽滝』（よにひびけおとわのたき）大切に上演。「清玄桜姫」に娘道成寺を加えたもの。鐘供養の場に来る白拍子の正体が女の亡霊ではなく、男である清玄の亡霊になっている。

- 享和4年（1804年）1月
  - 大坂角の芝居
  - 『容艶競娘道成寺』（はでくらべむすめどうじょうじ）
  - 瀬川路考（三代目瀬川菊之丞）の白拍子さくら木実はおみつ亡魂
  - 『けいせい筥伝授』（けいせいはこでんじゅ）大切に上演。この『けいせい筥伝授』は初代富十郎が演じた『九州釣鐘岬』の書き替えであった。

- 文化元年（1804年）3月
  - 京都北側芝居
  - 『容艶花娘道成寺』（すがたのはなむすめどうじょうじ）
  - 瀬川路考（三代目瀬川菊之丞）の白拍子桜木
  - 『花雲撞鐘頭』（はなのくもつきがねがしら）の大切に上演。この芝居の内容は不明だが外題に「撞鐘」とあるのは、或いは路考演じる娘が死んでその亡魂が白拍子となって現れる、という内容だったからか。ちなみにこの『花雲撞鐘頭』での路考の役名は、娘おみちであった。

- 文化元年（1804年）3月
  - 江戸中村座
  - 『花筐鹿子道成寺』（はながたみかのこどうじょうじ）
  - 三代目坂東三津五郎の白拍子桜木実は道玄亡魂
  - 『長者丸釣鐘鋳桜』（ちょうじゃがまるかねいざくら）大切に上演。道玄は破戒坊主で、それが殺されて鐘供養の場に白拍子として現れるという筋書き。三代目三津五郎が娘道成寺を踊ったのはこれが最初で、この時興行が不振だった中村座を大入りにさせる大評判をとった。以後三津五郎にとっては当り役のひとつになった。

- 文化元年（1804年）12月
  - 大坂堀江市の側芝居
  - 『容艶花娘道成寺』（すがたのはなむすめどうじょうじ）
  - 二代目澤村田之助の白拍子さくら木実はおみつ亡魂
  - 『けいせい筥伝授』（けいせいはこでんじゅ）大切に上演。同年一月の角の芝居で上演されたものと同内容。

- 文化2年（1805年）1月
  - 大坂角の芝居
  - 『江戸紫娘道成寺』（えどむらさきむすめどうじょうじ）
  - 三代目坂東彦三郎の白拍子桜木実は清玄亡魂
  - 『恋詣清水桜』（こいもうできよみずざくら）大切に上演。享和三年の江戸河原崎座の上演と同じく「清玄桜姫」。

- 文化3年（1806年）3月
  - 江戸河原崎座
  - 『京鹿子娘道成寺』（きょうがのこむすめどうじょうじ）
  - 中村ゆうし（二代目芳澤いろは）の白拍子横笛
  - 『三津誉会稽曽我』（みつのほまれかいけいそが）の二番目に上演。初代中村富十郎二十三回忌、二代目中村のしほ七回忌追善。

- 文化4年（1807年）5月
  - 江戸市村座
  - 『京鹿子娘道成寺』（きょうがのこむすめどうじょうじ）
  - 芳澤圓次郎（二代目芳澤いろは）の白拍子れんり
  - 『陌頭岸柳嶋』（ふりわけがみがんりゅうじま）二番目大切に上演。これも富十郎二十三回忌追善であったが、この娘道成寺はよほどの不評だったのか式亭三馬からは「古今無類の拙技…あつかましくも江戸の舞台においてつとめたるものかな」とまで酷評されている。こののち圓次郎は二代目芳澤いろはを襲名するも旅回りを繰り返し、文政二年（1819年）に三十七歳で世を去った。

- 文化4年（1807年）11月
  - 江戸中村座
  - 『容艶花娘道成寺』（すがたのはなむすめどうじょうじ）
  - 瀬川路考改め瀬川仙女（三代目瀬川菊之丞）の白拍子采女
  - 『会稽雪木下』（かいけいゆきのこのした）にて上演。この時の娘道成寺は「今様」（劇中劇）として演じられ、鐘入り以降は般若の面を被って能の道成寺と同じように演じたあと、面を取って足利家の家宝の旗を悪人から取り返すという芝居をした。白拍子が亡霊にならない珍しい例。路考はこれを一世一代として瀬川仙女と名を改め、同座していた婿養子の瀬川路之助（四代目瀬川菊之丞）に路考の名を譲った。

- 文化5年（1808年）3月
  - 大坂角の芝居
  - 『鐘恨重振袖』（かねにうらみかさねるふりそで）
  - 初代中山富三郎の娘おつゆ（白拍子実はおつゆ亡魂）
  - 『大願成就天下茶屋聚』（たいがんじょうじゅてんかぢゃやむら）の大切に上演。独立した所作事として演じられたが、娘おつゆというのは、安永八年大坂で初代富十郎が演じた『袖薄播州廻』の時の役名をそのまま流用していると見られる。

- 文化5年（1808年）6月
  - 京都北側芝居
  - 『京鹿子娘道成寺』（きょうがのこむすめどうじょうじ）
  - 二代目澤村田之助の白拍子実はおみつ亡魂
  - 『九州釣鐘岬』（きゅうしゅうかねがみさき）にて上演。初代富十郎が演じた『九州釣鐘岬』と同内容。

- 文化7年（1810年）4月
  - 江戸市村座
  - 『沢紫鹿子道成寺』（さわむらさきかのこどうじょうじ）
  - 二代目澤村田之助の白拍子実はおみつ亡魂
  - この時の市村座の二番目狂言『勝相撲浮名花触』（かちずもううきなのはなぶれ）のあとに三代目澤村宗十郎追善として上演。

- 文化8年（1811年）9月
  - 大坂中の芝居
  - 『京鹿子娘道成寺』（きょうがのこむすめどうじょうじ）
  - 二代目芳澤いろはの白拍子さくら木
  - 『三十石夜艠始』（さんじっこくよふねのはじまり）の切に追善所作事と銘打って上演。

- 文化9年（1812年）3月
  - 江戸中村座
  - 『似紫鹿子道成寺』（にせむらさきかのこどうじょうじ）
  - 三代目中村歌右衛門の白拍子いとゆふ実はおつると清玄の亡魂
  - 『清水清玄面影桜』（きよみずせいげんおもかげざくら）二番目大切に上演。これも「清玄桜姫」の芝居。おつるという娘は桜姫の恋人である清水清玄（しみずきよはる）に恋するが人手にかかって死に、その亡魂は清玄のものと合体して鐘供養の場に現れる。この時はいったん鐘入りしたあと再び『双面』の趣向で鐘から現れ、そのあと舞台上で怖ろしい清玄の怨霊姿になった。

- 文化10年（1813年）2月
  - 江戸中村座
  - 『沢紫鹿子道成寺』（さわむらさきかのこどうじょうじ）
  - 二代目澤村田之助の白拍子芙蓉実はおたつ亡魂
  - 『春駒勢曽我』（はるのこまいきおいそが）の切狂言として上演。しかし不評不入りだったという。

- 文化11年（1814年）1月
  - 大坂中の芝居
  - 『許給拙振袖』（おそれありおにもじゅうはち）
  - 三代目中村歌右衛門の白拍子実は清玄亡魂
  - 『けいせい釣鐘桜』（けいせいかねがざくら）大切に上演。これも「清玄桜姫」。

- 文化13年（1816年）1月
  - 京都北側芝居
  - 『京鹿子娘道成寺』（きょうがのこむすめどうじょうじ）
  - 中山卯之助の白拍子本名清姫
  - 『妹背山婦女庭訓』（いもせやまおんなていきん）の切に上演。これは竹田近江が座本の子供芝居だった。番付には「白拍子本名清姫」とあり、独立した所作事で安珍・清姫伝説にもとづいた役名にしているのが当時の娘道成寺としては珍しい。

- 文化13年（1816年）3月
  - 江戸中村座
  - 『京鹿子娘道成寺』（きょうがのこむすめどうじょうじ）
  - 三代目坂東三津五郎の白拍子桜木
  - 『梅桜松双紙』（うめさくらあいおいぞうし）大切に上演。これは『菅原伝授手習鑑』（すがわらでんじゅてならいかがみ）の書き替え狂言であった。

- 文化13年（1816年）3月
  - 江戸桐座
  - 『京鹿子娘道成寺』（きょうがのこむすめどうじょうじ）
  - 三代目市川團之助の白拍子実は小桜亡魂
  - 『賜助御贔屓』（たすけたまえかみのまにまに）大切に上演。これも『菅原伝授手習鑑』の書き替え狂言。團之助が興行で娘道成寺を踊ったのはこの時一度だけであるが、「鐘に恨みはかずかずござる…」のところの振り付けを早い間で踊るようになったのはこの團之助所演の時からだという。

- 文政2年（1819年）9月？
  - 金沢春日山芝居
  - 『京鹿子娘道成寺』（きょうがのこむすめどうじょうじ）
  - 三代目岩井喜代太郎の白拍子桜木
  - 見取り狂言形式の興行での一幕として上演。三代目岩井喜代太郎はこの時期中村扇蝶と名乗っていたが、旅回りでは旧名で通したものか。

- 文政3年（1820年）3月
  - 江戸中村座
  - 『花形見娘道成寺』（はながたみむすめどうじょうじ）
  - 五代目瀬川菊之丞の白拍子実はおみつ亡魂
  - 『楼門五三桐』（さんもんごさんのきり）の二番目に二代目瀬川菊之丞の五十回忌追善として上演。

- 文政4年（1821年）1月
  - 金沢犀川川上芝居
  - 『京鹿子娘道成寺』（きょうがのこむすめどうじょうじ）
  - 三代目中村のしほの白拍子桜木実はおみつ亡魂
  - 『九州釣鐘岬』（きゅうしゅうかねがみさき）大切に上演。初代富十郎の演じた『九州釣鐘岬』と同じものだが、この時はおみつが兄灘六に殺されるくだりとこの娘道成寺だけだったようである。

- 文政4年（1821年）3月
  - 江戸河原崎座
  - 『桜三升娘道成寺』（はなとみますむすめどうじょうじ）
  - 三代目市川門之助の白拍子桜子
  - 『松尾上岩藤』（いろそゆるおのえいわふじ）二番目大切に上演。

- 文政6年（1823年）3月
  - 江戸中村座
  - 『京鹿子娘道成寺』（きょうがのこむすめどうじょうじ）
  - 三代目坂東三津五郎の白拍子さくら子
  - 『帰曲輪花伊達染』（かえりくるわはなのだてぞめ）大切に上演。この時の娘道成寺には三津五郎の役名が白拍子だけではなく「大舘左馬五郎時門」と二役あり、鐘入りのあと後ジテの鬼女で出て、更に押戻しに替ったと見られる。

- 文政9年（1826年）8月
  - 江戸河原崎座
  - 『花形見娘道成寺』（はながたみむすめどうじょうじ）
  - 五代目瀬川菊之丞の白拍子桜木実はおみつ亡魂
  - 『仮名手本忠臣蔵』（かなでほんちゅうしんぐら）の二番目大切に上演。この時の二番目は忠臣蔵十段目の書き替えで、且つ筋書きが娘道成寺と繋がっていた。

- 文政10年（1827年）11月
  - 江戸中村座
  - 『江戸育娘道成寺』（おえどそだちむすめどうじょうじ）
  - 五代目瀬川菊之丞の白拍子しづか実はおみつ亡魂
  - 『金峰山艶色源氏』（きんぶせんよそおいげんじ）二番目大切に上演。

- 天保3年（1832年）1月
  - 江戸河原崎座
  - 『京鹿子娘道成寺』（きょうがのこむすめどうじょうじ）
  - 澤村訥升（五代目澤村宗十郎）の白拍子さくら木
  - 『小野道風青柳硯』（おののとうふうあおやぎすずり）の二番目大切に上演。

- 天保3年（1832年）2月
  - 江戸中村座
  - 『結習鹿子道成寺』（ゆいならいかのこどうじょうじ）
  - 十二代目市村羽左衛門の白拍子桜木
  - 『仮名手本忠臣蔵』の二番目大切に上演。この時の羽左衛門の娘道成寺は、この前の月に河原崎座で演じられた澤村訥升のものよりも評判がよかったという。

- 天保4年（1833年）9月
  - 江戸中村座
  - 『乱拍子醜娘振袖』（らんびょうしおにもふりそで）
  - 二代目中村芝翫（のちの四代目中村歌右衛門）の白拍子桜木
  - 『手向山紅葉御幣』（たむけやまもみじのみてぐら）二番目大切に上演。

- 天保10年（1839年）3月
  - 江戸市村座
  - 『花筐未熟道成寺』（はながたみむすめどうじょうじ）
  - 十二代目市村羽左衛門の白拍子桜子
  - 『義経千本桜』（よしつねせんぼんざくら）の二番目大切に上演。

- 弘化5年（1848年）1月
  - 大坂筑後芝居
  - 『容艶花娘道成寺』（すがたのはなむすめどうじょうじ）
  - 三代目嵐璃寛の白拍子さくら木実はおみつ亡魂
  - 『けいせい石川染』（けいせいいしかわぞめ）の大切に上演。これは石川五右衛門の芝居に娘道成寺を加えたものであった。

- 嘉永5年（1852年）3月
  - 江戸市村座
  - 『京鹿子娘道成寺』（きょうがのこむすめどうじょうじ）
  - 初代坂東しうかの白拍子花子
  - 『隅田川対加賀紋』（すみだがわついのかがもん）の二番目に、三代目坂東三津五郎の二十三回忌追善として上演。

- 安政4年（1857年）6月
  - 名古屋清寿院芝居
  - 『京鹿子娘道成寺』（きょうがのこむすめどうじょうじ）　
  - 「瀬川路考」の白拍子桜木
  - 二本立ての演目の次に大切として上演。ところでこの時の番付には間違いなく「瀬川路考」とある。しかし五代目瀬川菊之丞（俳名路考）は天保3年（1832年）に死去し、この安政4年に菊之丞や路考を襲名していた者はいなかった。この「瀬川路考」がいったい誰だったのかは不明。